# Temple de Cangkuang
Le temple de Cangkuang, en indonésien Candi Cangkuang, est un temple hindouiste situé dans la province indonésienne de Java occidental, au nord du volcan Guntur. Pendant longtemps, Cangkuang a été le seul temple de la période hindou-bouddhique indonésienne découvert en pays sundanais.

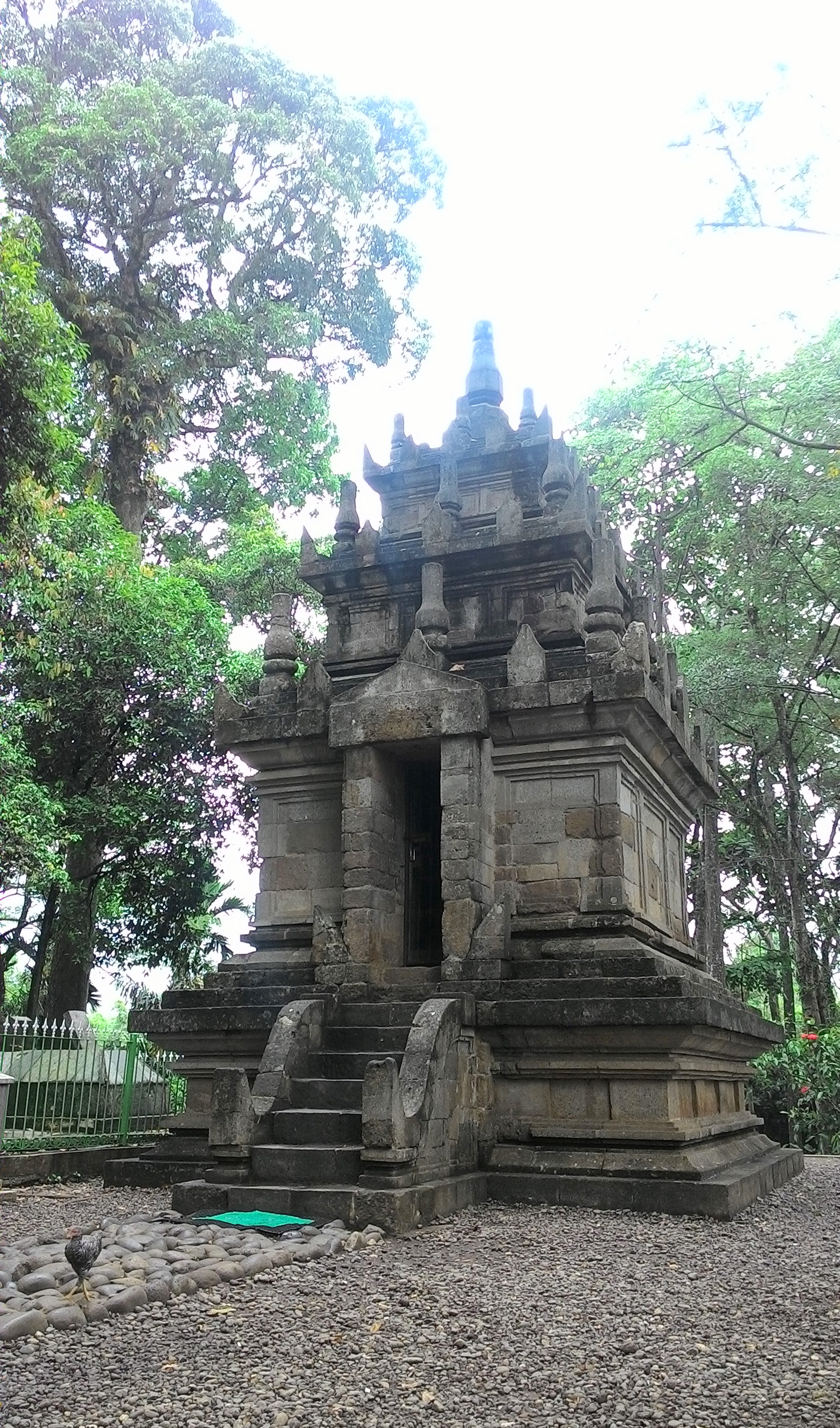
Le temple de Cangkuang

Le temple a été découvert en 1966 par une équipe de chercheurs indonésiens sur la base d'un rapport hollandais publié en 1893 à propos de statuettes et de la tombe d'un certain Arif Muhammad dans le village de Leles. Selon la tradition locale, ce personnage était un commandant de l'armée du sultan Agung du royaume de Mataram. Agung, par deux fois, au XVIIe siècle, a fait sans succès le siège de Batavia, siège de la VOC (Compagnie néerlandaise des Indes orientales) à Java.
Outre les ruines d'une construction, on a également découvert des vestiges mégalithiques. D'autres recherches en 1967 et 1968 ont amené à fouiller la tombe.
On date le temple du VIIe  ou  VIIIe siècle apr. J.-C.

## Le hameau coutumier de Kampung Pulo
Le temple se trouve sur un îlot, Pulo Panjang ("l'île longue"), d'une superficie de 16,5 ha, situé au milieu d'un lac. L'îlot est interdit aux "êtres vivants à plus de deux jambes" : seuls y sont donc admis les humains et les oiseaux, dont la volaille. On y trouve un kampung adat (« hameau coutumier ») constitué de six maisons, Kampung Pulo, "le hameau de l'île". Il est interdit d'y construire de nouvelles maisons, et chacune d'elles ne peut abriter qu'une famille : les enfants qui se marient doivent donc quitter l'îlot. Ces maisons sont construites selon une architecture et des matériaux traditionnels qu'il est interdit de modifier en quoi que ce soit.
Le village de Leles et la région du lac sont le cadre de la fin d'un roman de l'écrivain néerlandais Louis Couperus, La Force des ténèbres (De stille kracht, 1900), qui décrit la lente déchéance d'un resident (chef de circonscription administrative) hollandais dont la maison est frappée de phénomènes mystérieux à la suite d'une malédiction proférée à son encontre par une aristocrate de Madura dont il a destitué le fils regent (préfet). Le resident démissionnera pour se retirer au bord du lac.

## Sources
- Bambang Budi Utomo, Arsitektur Bangunan Suci Masa Hindu-Budha di Jawa Barat, Jakarta, 2004,  (ISBN 979-8041-35-6)